# Еволуција
Еволуција (лат. evolutio: развој, развитак), развој из нижег у више, из једноставног у сложено, некога природног или друштвеног процеса (нпр. умних способности, средстава за производњу); манифестација неке појаве, догађаја или идеје сукцесивно, у једном следу (нпр. сликарства, песништва, драме, трагедије итд.); у историјском развоју друштва, квантитативна поступна промена као супротност револуцији; сваки развој који је сличан расту живе твари, насупрот креативном схватању (нпр. е. неког изума, е. обичајнога права); кретање које се састоји од низа повезаних и узајамно словљених радњи; процес обликовања некога финалног производа, исто тако и сам производ из тог процеса, као и свака обликована етапа, јединица из једне развојне серије (нпр. цвета из пупољка) итд. Уколико се еволуција одвија тако да еволуција једне врсте утиче на еволуционе промене друге, ради се о коеволуцији.

## Еволуција у биологији
Еволуција у биологији подразумева промену наследних особина популације између генерација. Ове особине су експресија гена који се током размножавања преносе на потомство. Мутације и друге случајне промене у овим генима могу довести до појаве нових или промене већ постојећих особина, имајући за последицу разлике између организама и генерација. Нове особине се у популацију могу унети и протоком гена - на пример, миграцијама. Еволуција постоји онда, када се промени учесталост старих и нових особина, било природном селекцијом или генетичким дрифтом.
Скуп научних хипотеза и теорија о настанку живота, о законима и путевима развоја назива се теоријом еволуције. Теорија еволуције природном селекцијом је предложена од стране Чарлса Дарвина и Алфреда Расела Валаса у књизи „Постанак врста". Ова теорија, према којој се једни облици живота изводе из других, темељи се на опсежним посматрањима, нарочито у областима палеонтологије, ембриологије, упоредне анатомије, генетике, молекуларне биологије (молекуларна еволуција), упоредне физиологије и животињског понашања.